# Jonáš Maxim
Jonáš Maxim (*21. listopadu 1974, Levoča) je řeckokatolický duchovní, studitský mnich a archieparcha a metropolita prešovský a hlava Slovenské řeckokatolické církve sui iuris.

## Život
Jozef Maxim se narodil v Levoči a pochází z řeckokatolické farnosti Oľšavica. Během studia na Řeckokatolické teologické fakultě v Prešově vstoupil do tamního řeckokatolického semináře a v roce 1998 přijal v Prešově jáhenské i kněžské svěcení.
Následně byl vyslán na studia na Papežském východním institutu v Římě, kde získal roku 2000 licenciát. Po návratu na Slovensko v letech 2001 až 2004 byl spirituál v Kněžském semináři blahoslaveného biskupa Pavla Petra Gojdiče v Prešově. V roce 2004 vstoupil do studitského řádu ve Svatouspenské Univské lávře na Ukrajině, kde byl roku 2008 postřižen do malé schimy. 
V letech 2013–2017 studoval doktorát opět  na Papežském východním institutu v Římě, jeho teze v oblasti studia východních církevních věd se týkala studitského mnišství. Po svém návratu byl v roce 2020 zvolen igumenem Svatouspenské Univské lávry.
Dne 26. října 2023 jej papež František jmenoval archieparchou a metropolitou prešovským. Biskupskou chirotonii přijal dne 27. ledna 2024 v katedrále sv. Jana Křtitele v Prešově z rukou košického arcibiskupa Cyrila Vasiľa SJ. Spolusvětiteli byli biskup bratislavský Peter Rusnák a biskup ukrajinské chicagské eparchie Venedykt Aleksijčuk, M.S.U.. A 30. ledna 2024 už vladyka Jonáš předsedal posvátné liturgii na oslavu 16.výročí povýšení Slovenské řeckokatolické církve na metrpolitní (2008), poté v neděli 4. února slavil posvátnou liturgii ve svém rodišti Oľšavica na Spiši .